# Arbeitsgericht Elberfeld
Das Arbeitsgericht Elberfeld war ein Gericht der Arbeitsgerichtsbarkeit mit Sitz in Elberfeld.

## Geschichte
Gemäß Arbeitsgerichtsgesetz vom 23. Dezember 1926 wurden in Deutschland Arbeitsgerichte gebildet. Diese waren nur in der ersten Instanz organisatorisch selbstständige Gerichte, die Landesarbeitsgerichte waren den Landgerichten zugeordnet. Am Landgericht Elberfeld entstand so 1927 das Landesarbeitsgericht Elberfeld als eines von vier Landesarbeitsgerichten im Bezirk des Oberlandesgerichtes Düsseldorf. In Elberfeld entstand das Arbeitsgericht Elberfeld. Sein Sprengel umfasste die Bezirke der Amtsgerichte Elberfeld (ohne die Landgemeinde Cronenberg), Langenberg und Mettmann. Es bestand jeweils eine Kammer für Arbeiter, für Angestellte und für Handwerk. Daneben bestand eine Kammer für die Mitarbeiter der Reichsbahndirektion Elberfeld.
Mit dem Zusammenschluss von Barmen und Elberfeld und der Umbenennung in Wuppertal 1930 wurde das Arbeitsgericht Elberfeld aufgehoben und sein Sprengel dem neu gegründeten Arbeitsgericht Wuppertal zugeordnet.